# حيد امتولقة (مكيراس)

تعديل مصدري - تعديل

حيد امتولقة هي إحدى قرى عزلة مكيراس بمديرية مكيراس التابعة لمحافظة البيضاء، بلغ تعداد سكانها 97 نسمة حسب تعداد اليمن لعام 2004.